# Bernardo Reyes
Bernardo Doroteo Reyes Ogazón (Guadalajara, 30 agosto 1850 – Città del Messico, 9 febbraio 1913) è stato un generale e politico messicano, veterano dell'Intervento francese in Messico e protagonista della prima fase della rivoluzione messicana, con l'ambizione di diventare presidente del Messico.
Morì in un colpo di Stato contro il presidente Francisco Madero.

## Biografia
Nato in un'importante famiglia liberale nello stato occidentale di Jalisco, prestò servizio nell'esercito, salendo al rango di generale. Come il suo patrono politico, il generale e poi presidente Porfirio Díaz, Reyes era un militare che divenne un abile amministratore. Era uno dei governatori statali nominati da Díaz, nel suo caso dello Stato settentrionale del Nuevo León. Implementò la politica porfiriana, in particolare eliminando i rivali politici, ma costruendo anche la propria base di potere. Contribuì alla modernizzazione di quello Stato, consentendo l'industrializzazione, migliorando l'istruzione pubblica e la salute e sostenendo i miglioramenti nella vita dei lavoratori. Mentre era governatore del Nuevo León, Reyes approvò una legge sulla compensazione dei lavoratori. I seguaci di Reyes erano conosciuti come "Reyisti" (Reyistas).
Reyes servì nel gabinetto per due anni come Segretario della Guerra, e in questa posizione creò una forza militare allargata, la Seconda Riserva che aveva circa 30 000 uomini e un budget significativo. La forza venne considerata dai Científicos l'esercito privato di Reyes. Reyes stava emergendo come contrappeso all'influenza dei Científicos. Mentre Díaz invecchiava e la successione presidenziale divenne un argomento di discussione aperto, stava emergendo come potenziale candidato. Díaz sciolse la Seconda Riserva e Reyes tornò nel Nuevo León come governatore, e la sua popolarità crebbe. Un modo per gestire la successione presidenziale sarebbe stato quello di far candidare un candidato valido alle elezioni del 1910 come vicepresidente di Díaz. I club che sostenevano Reyes furono organizzati in diverse città importanti, sebbene Reyes stesso non dichiarasse apertamente di volere il potere politico e sostenesse attivamente la corsa di Díaz alla presidenza, nonostante la sua dichiarazione pubblicata che non avrebbe cercato di essere rieletto.
Il centro del potere politico di Reyes era nel suo stato natale di Jalisco; I sostenitori di Díaz chiusero i club Reyisti e incarcerato i loro leader. Il suo sostegno principale proveniva dalla classe media, molti dei quali avevano legami con l'ormai sciolta Seconda Riserva. Reyes era visto come un riformatore, anti-Científico, a favore del commercio, con un forte seguito tra professionisti come medici e avvocati, e un candidato valido del vecchio ordine con esperienza sia militare che politica che avrebbe potuto gestire una transizione presidenziale. Non era un estraneo o un agitatore radicale.
Insieme a José Yves Limantour, era considerato uno dei potenziali successori di Porfirio Díaz. Con l'ultima sfida di Francisco Madero al dittatore nelle elezioni del 1910 e, successivamente, l'avvio della rivoluzione messicana, le precedenti nozioni su chi avrebbe dovuto succedere a Díaz furono scartate.
Per un certo periodo Reyes fu un sostenitore di Madero, ma in seguito condusse la prima ribellione contro il presidente. Dopo che questa ribellione fallì, Reyes fu imprigionato nella prigione di Santiago Tlatelolco a Città del Messico. Il generale Félix Díaz fu incarcerato in un'altra prigione di Città del Messico per ribellione, ma i due furono in grado di comunicare facilmente nonostante ciò e tracciare un colpo di Stato comune contro Madero. Cercarono di convincere il generale Victoriano Huerta a unirsi alla trama, ma rifiutò, nonostante Huerta fosse un protetto di Reyes. Il 9 febbraio 1913 il generale Manuel Mondragón inviò le forze per liberare Reyes dal carcere, che riuscirono nell'intento. Quindi, marciarono verso il Palazzo Nazionale all'inizio della "Decade tragica" o Dieci Tragici Giorni. Reyes rimase ucciso il primo giorno del colpo di Stato, in un assalto al palazzo. Si era aspettato di entrare nel Palazzo Nazionale e dichiarare estromesso Madero. Prima che potesse entrare nell'edificio, Reyes fu ucciso a colpi d'arma da fuoco insieme ad altri 400, tra cui civili.
Era il padre dello scrittore Alfonso Reyes, e nonno della pittrice Aurora Reyes.